# Яворовщина
Яворовщина (бел. Явароўшчына) — деревня в Смолевичском районе Минской области Беларуси. Входит в Пекалинский сельсовет.

## География
Яворовщина расположена по координатам 53°55′53″ с. ш. 28°05′36″ в. д. (53.9315, 28.0932). Деревня находится на расстоянии в 12 километрах к югу от Смолевичей, в 10 километрах от одноимённой железнодорожной станции на линии «Минск—Орша» и в 49 километрах от Минска. Абсолютная высота — 196 метров над уровнем моря.

## История
Деревня впервые упоминается в XVI веке как имение Яворовщина, которое в 1547 году было продано нарбутам. В 1897—1918 годах деревня входила в состав Верхменской волости Игуменского уезда Минской губернии. С февраля по декабрь 1918 года деревня находилась под оккупацией Германской империи, с 1919 по июль 1920 года — под оккупацией Польши. С 1919 года деревня входит в состав Беларуси.
С 24 августа 1924 по 26 июля 1930 года деревня входила в Воротский сельсовет Смолевичского района Минского округа. В 1930 году в деревне был создан колхоз имени В. В. Куйбышева. В годы Великой Отечественной войны, с июня 1941 по июль 1944 года, деревня находилась под оккупацией войск Нацистской Германии. В июле 1944 года, во время Минской операции, в районе деревни шли бои с окружёнными в Минском «котле» гитлеровцами.
С 12 ноября 1957 по 25 декабря 1962 года деревня входила в Верхменский сельсовет, с 25 декабря 1962 по 6 января 1965 года — в Минский, с 6 января 1965 года — в Смолевичский район, с 10 февраля 1977 года — в Пекалинский сельсовет.

## Демография
| Год  | Численность |
| ---- | ----------- |
| 1897 | 135         |
| 1909 | 97          |
| 1917 | 138         |
| 1924 | 135         |
| 1926 | 114         |
| 1959 | 173         |
| 1988 | 70          |
| 1996 | 49          |
| 2013 | 23          |